# Regolarizzazione (fisica)
In fisica, in particolare nella teoria quantistica dei campi, la regolarizzazione è un metodo per modificare osservabili che hanno singolarità al fine di renderle finite mediante l'introduzione di un opportuno parametro chiamato regolatore. Il regolatore, noto anche come "cutoff" (valore di taglio), modella la mancanza di conoscenza della fisica su scale non osservate (ad esempio scale di piccole dimensioni o grandi livelli di energia). Compensa per (e richiede) la possibilità che la "nuova fisica" possa essere scoperta a quelle scale che la presente teoria non è in grado di modellizzare, mentre consente alla teoria attuale di fornire previsioni accurate come una "teoria efficace" all'interno della scala di utilizzo prevista.
Non va confusa con la rinormalizzazione, un'altra tecnica per controllare gli infiniti senza assumere una nuova fisica, regolandosi per il feedback dell'autointerazione.
La regolarizzazione è stata per molti decenni oggetto di discussione anche tra i suoi inventori, poiché combina le affermazioni fisiche ed epistemologiche nelle stesse equazioni. Tuttavia, ora è ben compresa e ha dimostrato di fornire previsioni utili e accurate.

## Panoramica
Le procedure di regolarizzazione trattano espressioni infinite, divergenti e prive di senso introducendo un concetto ausiliario di regolatore (ad esempio, la distanza minima {\displaystyle \epsilon } nello spazio utile, nel caso in cui le divergenze derivino da effetti fisici a breve distanza). Il risultato fisico corretto si ottiene nel limite in cui si annulla il regolatore (in questo esempio, {\displaystyle \epsilon \to 0}), ma l'utilità del regolatore è data dal fatto che il risultato viene finito prima di annullarlo.
Tuttavia, il risultato di solito include termini proporzionali a espressioni come {\displaystyle 1/\epsilon } che non sono ben definite nel limite {\displaystyle \epsilon \to 0}. La regolarizzazione è il primo passo verso l'ottenimento di un risultato completamente finito e significativo; nella teoria quantistica dei campi deve essere solitamente seguita da una tecnica correlata, ma indipendente, chiamata rinormalizzazione. La rinormalizzazione si basa sul requisito che alcune quantità fisiche — descritte da espressioni apparentemente divergenti come {\displaystyle 1/\epsilon } — sono uguali ai valori osservati. Tale vincolo consente di calcolare un valore finito per molte altre quantità che apparivano divergenti.
L'esistenza di un limite per ε che tende a zero e l'indipendenza del risultato finale dal regolatore sono fatti non banali. La ragione soggiacente risiede nell'universalità, come dimostrato da Kenneth Wilson e Leo Kadanoff, e nell'esistenza di una transizione di fase del secondo ordine. A volte, prendere il limite per ε che tende a zero non è possibile. Questo è il caso di un polo di Landau e di accoppiamenti non rinormalizzabili come l'interazione di Fermi. Tuttavia, anche per questi due esempi, se il regolatore fornisce solo risultati ragionevoli per {\displaystyle \epsilon \gg 1/\Lambda } e stiamo lavorando con scale dell'ordine di {\displaystyle 1/\Lambda '}, regolatori con {\displaystyle 1/\Lambda \ll \epsilon \ll 1/\Lambda '} forniscono comunque approssimazioni abbastanza accurate. La ragione fisica per cui non è possibile prendere il limite di ε che tende a zero è l'esistenza di una nuova fisica al di sotto di Λ.
Non è sempre possibile definire una regolarizzazione tale che il limite di ε che va a zero sia indipendente dalla regolarizzazione. In questo caso si dice che la teoria contiene un'anomalia. Le teorie anomale sono state studiate in grande dettaglio e sono spesso fondate sul celebre teorema di Atiyah-Singer o sulle sue variazioni (vedi, ad esempio, l'anomalia chirale).

## Esempio di fisica classica
Il problema degli infiniti è sorto per la prima volta nell'elettrodinamica classica delle particelle puntiformi nel XIX e all'inizio del XX secolo.
La massa di una particella carica dovrebbe includere la massa-energia nel suo campo elettrostatico (massa elettromagnetica). Si assuma che la particella sia un guscio sferico carico di raggio {\displaystyle r_{e}}. La massa-energia nel campo è
{\displaystyle m_{\mathrm {em} }=\int {1 \over 2}E^{2}\,dV=\int _{r_{e}}^{\infty }{\frac {1}{2}}\left({q \over 4\pi r^{2}}\right)^{2}4\pi r^{2}\,dr={q^{2} \over 8\pi r_{e}},}
che diventa infinito per {\displaystyle r_{e}\to 0}. Ciò implica che la particella puntiforme avrebbe inerzia infinita, rendendola incapace di essere accelerata. Per inciso, il valore di {\displaystyle r_{e}} che rende {\displaystyle m_{\mathrm {em} }} uguale alla massa dell'elettrone è chiamato raggio classico dell'elettrone, che (fissando {\displaystyle q=e} e ripristinando fattori c e {\displaystyle \varepsilon _{0}}) risulta essere
{\displaystyle r_{e}={e^{2} \over 4\pi \varepsilon _{0}m_{\mathrm {e} }c^{2}}=\alpha {\hbar  \over m_{\mathrm {e} }c}\approx 2.8\times 10^{-15}\ \mathrm {m} .}
dove {\displaystyle \alpha \approx 1/137} è la costante di struttura fine, e {\displaystyle \hbar /m_{\mathrm {e} }c} è la lunghezza d'onda Compton dell'elettrone.
Regolarizzazione: questo processo mostra che la teoria fisica originariamente utilizzata si rompe su piccola scala. Mostra che di fatto l'elettrone non può essere una particella puntiforme e che è necessaria una certa nuova fisica aggiuntiva (in questo caso, un raggio finito) per spiegare i sistemi al di sotto di una certa scala. Questo stesso argomento apparirà in altri problemi di rinormalizzazione: una teoria vale in qualche dominio ma ad altre scale si rompe ed è richiesta una nuova teoria fisica per evitare gli infiniti. 
Un altro modo per evitare l'infinito, ma pur mantenendo la natura puntuale della particella, sarebbe postulare una piccola dimensione aggiuntiva su cui la particella potrebbe "distribuirsi" piuttosto che nello spazio 3D; questa è una motivazione per la teoria delle stringhe.

## Tipi specifici
Tipi specifici di procedure di regolarizzazione sono
- Regolarizzazione dimensionale[1]
- Regolarizzazione di Pauli-Villars
- Regolarizzazione su reticolo
- Regolarizzazione della funzione Zeta
- Regolarizzazione causale[2]
- Regolarizzazione di Hadamard

## Regolarizzazione realistica

### Problema concettuale
Le previsioni perturbative della teoria quantistica dei campi sullo scattering delle particelle elementari, implicate da una corrispondente densità lagrangiana, sono calcolate utilizzando le regole di Feynman, un metodo di regolarizzazione per aggirare le divergenze ultraviolette in modo da ottenere risultati finiti per diagrammi di Feynman contenenti loop, e uno schema di rinormalizzazione. Il metodo di regolarizzazione porta a funzioni di Green a n punti regolarizzate (propagatori), e un'opportuna procedura (uno schema di rinormalizzazione) porta quindi a elementi della matrice S in teoria delle perturbazioni. Questi sono indipendenti dal particolare metodo di regolarizzazione utilizzato e consentono di modellare in modo perturbativo i processi fisici misurabili (sezioni d'urto, ampiezze di probabilità, larghezze di decadimento e tempi di vita degli stati eccitati). Tuttavia, finora nessuna funzione di Green a n punti regolarizzata conosciuta può essere considerata come basata su una teoria fisicamente realistica dello scattering poiché la derivazione di ciascuna ignora alcuni dei principi di base della fisica convenzionale (ad esempio, l'invarianza di Lorentz). Quindi i metodi di regolarizzazione disponibili sono intesi come tecniche formali, prive di qualsiasi significato fisico diretto. Inoltre, ci sono scrupoli sulla rinormalizzazione. Per una storia e commenti su questo problema concettuale aperto di oltre mezzo secolo, si veda ad esempio.

### Congettura di Pauli
Poiché sembra che i vertici delle serie di Feynman non regolarizzate descrivano adeguatamente le interazioni nello scattering, si presume che le loro divergenze ultraviolette siano dovute al comportamento asintotico ad alta energia dei propagatori di Feynman. Quindi è un approccio prudente e conservativo mantenere i vertici nella serie di Feynman e modificare solo i propagatori di Feynman per creare una serie di Feynman regolarizzata. Questo è il ragionamento alla base della formale regolarizzazione covariante di Pauli-Villars, per mezzo della modifica dei propagatori di Feynman attraverso particelle non fisiche ausiliarie, e della rappresentazione della realtà fisica mediante diagrammi di Feynman.
Nel 1949 Pauli ipotizzò una regolarizzazione realistica, implicata da una teoria che rispettasse tutti i principi consolidati della fisica contemporanea. Quindi i suoi propagatori (i) non hanno bisogno di essere regolarizzati e (ii) possono essere considerati come una tale regolarizzazione dei propagatori usati nelle teorie quantistiche dei campi che potrebbero riflettere la fisica soggiacente. I parametri aggiuntivi di tale teoria non devono essere rimossi (cioè la teoria non ha bisogno di rinormalizzazione) e possono fornire alcune nuove informazioni sulla fisica dello scattering quantistico, sebbene possano risultare sperimentalmente trascurabili. Al contrario, qualsiasi metodo di regolarizzazione attuale introduce coefficienti formali che devono essere alla fine eliminati mediante rinormalizzazione.

### Opinioni
Paul Dirac è stato persistentemente, estremamente critico nei confronti delle procedure di rinormalizzazione. Nel 1963 scrisse: "... nella teoria della rinormalizzazione abbiamo una teoria che ha sfidato tutti i tentativi del matematico di renderle sensata. Sono propenso a sospettare che la teoria della rinormalizzazione sia qualcosa che non sopravvivrà in futuro,…" Ha inoltre osservato che "Si possono distinguere due procedure principali per un fisico teorico. Una di queste è lavorare su basi sperimentali. . . L'altra procedura consiste nel lavorare dalla base matematica. Si esamina e si critica la teoria esistente. Si cerca di individuare i difetti in esso e poi si cerca di rimuoverli. La difficoltà qui è rimuovere i difetti senza distruggere i grandissimi successi della teoria esistente".
Abdus Salam osservò nel 1972: "Gli infiniti della teoria dei campi incontrati per la prima volta nel calcolo dell'elettrone di Lorentz sono persistiti nell'elettrodinamica classica per settanta e nell'elettrodinamica quantistica per circa trentacinque anni. Questi lunghi anni di frustrazione hanno lasciato nel soggetto un curioso affetto per gli infiniti e un'appassionata convinzione che essi siano una parte inevitabile della natura; tanto che anche il suggerimento di una speranza che possano essere dopo tutto aggirati e valori finiti per le costanti di rinormalizzazione calcolati, è considerato irrazionale".
Tuttavia, secondo Gerard 't Hooft, "La storia ci dice che se incontriamo qualche ostacolo, anche se sembra una pura formalità o solo una complicazione tecnica, dovrebbe essere attentamente esaminato. La natura potrebbe dirci qualcosa e dovremmo scoprire di cosa si tratta".